# Episodi di Witchblade (prima stagione)
La prima stagione della serie televisiva Witchblade, composta da 11 episodi, è andata originariamente in onda dal 12 giugno 2001 al 21 agosto 2001 negli Stati Uniti sul canale TNT. È stata preceduta dal film per la TV Witchblade, trasmesso sempre da TNT il 27 agosto 2000.
In Italia è stata trasmessa per la prima volta dal canale satellitare Duel TV nel 2004 e, pochi mesi dopo, in chiaro da Italia 1.
| nº | Titolo originale | Titolo italiano       | Prima TV USA   | Prima TV Italia  |
| -- | ---------------- | --------------------- | -------------- | ---------------- |
| 1  | Parallax         | Mondi paralleli       | 12 giugno 2001 | 5 febbraio 2004  |
| 2  | Conundrum        | Enigma                | 19 giugno 2001 | 12 febbraio 2004 |
| 3  | Diplopia         | Diplopia              | 26 giugno 2001 | 12 febbraio 2004 |
| 4  | Sacrifice        | Il sacrificio         | 3 luglio 2001  | 12 febbraio 2004 |
| 5  | Legion           | Cadavere eccellente   | 10 luglio 2001 | 19 febbraio 2004 |
| 6  | Maelstrom        | Sfida al destino      | 17 luglio 2001 | 19 febbraio 2004 |
| 7  | Periculum        | Periculum             | 24 luglio 2001 | 19 febbraio 2004 |
| 8  | Thanatopis       | Il trafficante d'armi | 31 luglio 2001 | 26 febbraio 2004 |
| 9  | Apprehension     | Inquietudine          | 7 agosto 2001  | 26 febbraio 2004 |
| 10 | Convergence      | Convergenza finale    | 14 agosto 2001 | 26 febbraio 2004 |
| 11 | Transcendence    | Trascendenza          | 21 agosto 2001 | 4 marzo 2004     |

## Mondi paralleli
- Titolo originale: Parallax
- Diretto da: Ralph Hemecker
- Scritto da: Ralph Hemecker

### Trama
Sara si scontra con il suo nuovo capo, capitano Bruno Dante, quando viene indagata lei è messa sotto inchiesta dopo il regolamento di conti con il gangster Tommy Gallo al teatro Rialto. Grazie a Joe Siri, lei viene rimessa al suo posto di poliziotta, ma il capitano Dante rimane sospettoso. Sara e Jake sono sulle tracce di Hector Mobius (alias Moby), un soldato modificato geneticamente che ha intenzione di vendicarsi di Kenneth Irons poiché egli sta eliminando il resto della sua unità: i Draghi Neri. Durante le loro indagini, Sara apprende che Moby è uno dei due "Draghi Neri" ancora in vita - l'altro non è altro che Ian Nottingham, il braccio destro di Kenneth Irons. Mentre Moby segretamente fornisce a Jake informazioni sul programma sperimentale di guerra fondato da Kenneth Irons e dalla Vorschlag Industries, Sara chiede a Irons della vendetta di Nottingham e di Moby, ma non risponde. Desiderosa di risposte, Sara cerca aiuto da Witchblade. Le visioni la guidano alla tana di Irons, in cui Moby ha il controllo totale su Irons e Nottingham. Alla fine, Sara riesce a salvare la sua maledizione e la sua guardia del corpo dalla collera di Moby, ma segretamente si chiede se ha ucciso il dragone sbagliato.

## Enigma
- Titolo originale: Conundrum
- Diretto da: Neill Fearnley
- Scritto da: Edithe Swenson

### Trama
Il macabro omicidio di una top model porta Sara e Jake dalla stilista, Dominique Boucher, dove Sara scopre un collegamento sorprendente tra Witchblade e un'altra delle top model di Dominique, Sharon Bronte. Mentre interroga Bronte sull'omicidio, Sara vede una foto della nonna di Bronte quando era giovane, una spia durante la seconda guerra mondiale con un passato di alti e bassi—ed è l'immagine riflessa di Sara. Prima che Sara possa collegare gli indizi, Sharon Bronte viene rapita dallo scagnozzo di Dominique Boucher, e Sara deve agire velocemente per salvarla. Mentre Jake rimane sulle tracce dello scagnozzo, Sara e Dominique si scontrano per il possesso di Witchblade. Sara libera Witchblade una volta che Dominique ammette che era una trappola l'omicidio per attirare Sara e Witchblade torna in suo possesso, la Lama ha una mente tutta sua. Leale nei confronti degli eredi di sangue e crudele con i pretendenti, Witchblade rifiuta un'altra volta Dominique Boucher. Sara e Jake salvano Sharon Bronte dalla morte progettata da Boucher, ma dopo essere stata salvata, Sharon scompare, lasciando Sara con domande a proposito di sua nonna, la misteriosa Elizabeth Bronte.

## Diplopia
- Titolo originale: Diplopia
- Diretto da: Vern Gillum
- Scritto da: David Michaelson

### Trama
Sara e Jake indagano sull'omicidio bizzarro di un collezionista d'arte di Manhattan, ma il caso porta a una morte in cui il testimone oculare identifica Isaac Sullivan, un artista con un alibi ermetico. Sara cerca informazioni dal commerciante di talismani e manufatti rari Gabriel Bowman, e da Dominique Boucher ora incarcerata, riguardo Witchblade, ma Boucher rapidamente invecchiata, è riluttante ad aiutarla. Witchblade che sbatte l'occhio decifra gli indizi di Dominique, ma Sara e Jake sono preparati a malapena per il chiarimento quando svelano la verità su Isaac Sullivan. È il prodotto di un esperimento di clonazione finanziato da Kenneth Irons e dalla Vorschlag Industries, Isaac risulta essere uno di tre cloni assassinanti che diventano più forti quando uno di loro è eliminato.
- Guest star: Malin Åkerman (Karen Bronte)

## Il sacrificio
- Titolo originale: Sacrifice
- Diretto da: David Jackson
- Scritto da: Richard C. Okie

### Trama
Indagando su un assassinio rituale, Sara si innamora del suo sospetto principale, Conchobar, un cantante popolare irlandese che risulta essere una sua anima gemella perduta di una vita passata. Sollevata che Conchobar non è l'assassino, Sara chiede il suo aiuto per risolvere il caso, ma Conchobar non darà a Sara nessun indizio della sua canzone incompiuta - una storia popolare irlandese che sembra essere profetica delle uccisioni. Poiché le uccisioni rituali continuano a corrispondere alle canzoni di Conchobar, Sara lavora contro il tempo, finalmente districando il caso in tempo per salvare la vittima finale dell'assassino, ma non l'assassino stesso. Sulla scena del crimine, Sara trova sulla parete un simbolo misterioso.

## Cadavere eccellente
- Titolo originale: Legion
- Diretto da: Neill Fearnley
- Scritto da: Richard C. Okie

### Trama
Quando un amato prete esorcista di una parrocchia (padre Bellamy) viene assassinato, un parrocchiano con un passato di malattia mentale è accusato del crimine ma l'investigazione guida Sara e Jake in una ragnatela d'inganno che rivela un collegamento tra il Vaticano e la Seconda guerra mondiale. Nel frattempo, la storia di Sara con Conchobar si divampa e Jake diventa frustrato a causa dell'indifferenza di Sara nei confronti del suo apprendistato di polizia.

## Sfida al destino
- Titolo originale: Maelstrom
- Diretto da: James Whitmore Jr.
- Scritto da: Richard C. Okie

### Trama
Conchobar è rapito da militanti irlandesi, un gruppo anti-terrorista che ritiene che il fratello di Conchobar sia il responsabile di un attentato avvenuto in Irlanda per mano dell'IRA. Essi hanno pianificato di scambiarlo con suo fratello terrorista dell'IRA. Irons commissiona una ricerca genetica per sviluppare l'intelligenza umana in modo da permettere che la mente umana dei soldati sia in grado di riprodurre i segnali elettromagnetici usati da insetti per la guerra. Sara consegna Witchblade all'estremista irlandese, Fiona, che uccide Conchabar con ciò. Irons istruisce Nottingham per recuperare Witchblade da Fiona, ma lui finisce per aiutare Sara e per restituire la Lama al suo polso. Nel frattempo, il Capitano Dante parla a Jake delle sue frustrazioni con Sara.

## Periculum
- Titolo originale: Periculum
- Diretto da: Neill Fearnley
- Scritto da: Roderick Taylor e Bruce A. Taylor

### Trama
Sara entra in processo di Witchblade definitivamente, "il Periculum", in cui deve "morire per rinascere", insieme a Witchblade, infatti ella viene sottoposta ad una prova per dimostrare che è degna di indossare il guanto stregato. Nel frattempo, Jake copre Sara, ma il Capitano Dante lo incoraggia ad unirsi a una forza di vigilanti clandestina chiamata i "Tori Bianchi". Sara sopravvive alla prova dopo visite di possessori del passato di Witchblade, tra cui Giovanna d'Arco; Cathain, la dea/guerriera celtica; ed Elizabeth Bronte. Quando Sara completa la prova, scopre che Witchblade si è trasformato nel suo polso—è diventato parte del suo proprio DNA. Jake vede che c'è una pallottola con sopra inciso un Toro Bianco tra le cose rimanenti del defunto padre di Sara.

## Il trafficante d'armi
- Titolo originale: Thanatopis
- Diretto da: James Whitmore Jr.
- Scritto da: Richard C. Okie

### Trama
Jake e Sara pedinano un commerciante di armi, Armand Parsegian, ma la loro sorveglianza è interrotta improvvisamente quando Parsegian è ucciso da un cecchino. Sara scopre un dossier su Irons tra i documenti della vittima e scopre alcuni dettagli interessanti su Irons e Nottingham. Sara velocemente comincia a sospettare che Nottingham sia il cecchino, ma quando lei lo porta nella stazione per l'interrogatorio, Nottingham e Jake si scontrano. Più tardi, Jake si arrende alla sua frustrazione con Sara e decide di unirsi a Dante e ai Tori Bianchi, il gruppo di agenti corrotti all'interno del distretto di Dante, solo per essere affrontato da Nottingham per rispondere delle sue azioni. Giusto prima che Nottingham possa uccidere Jake, Sara interviene, fermando Nottingham una volta per tutte. I due cominciano un duello mortale, ma Nottingham prende Witchblade a bada quando rivela che lui e Sara sono "carne e sangue".

## Inquietudine
- Titolo originale: Apprehension
- Diretto da: Robert Lee
- Scritto da: Richard C. Okie

### Trama
Indagando sull'omicidio di un pappone di strada per mano di un poliziotto corrotto, Sara scopre la verità dietro l'omicidio di suo padre—egli è stato ucciso per ordine del capo dei Tori Bianchi, il Capitano Bruno Dante. Dopo aver affrontato Dante, anche il mentore di Sara e capo precedente, Joe Siri, viene assassinato da Dante, e Sara si trova a fuggire per la sua vita. Riluttantemente mette la sua fiducia in Jake, che, all'insaputa di Sara, si è unito ai Tori Bianchi. Quanto la rete si tende intorno a Sara, una forza più potente unisce nella ricerca e viene rivelato che Dante non sta lavorando per nient'altro che Kenneth Irons.

## Convergenza finale
- Titolo originale: Convergence
- Diretto da: James Whitmore Jr.
- Scritto da: Richard C. Okie

### Trama
Sfuggendo dal NYPD, Sara decide di aiutare Jake a risolvere un omicidio odioso di una studentessa, figlia di un importante politico, in cambio del suo aiuto per far cadere i Tori Bianchi. Ma guidato da Witchblade, Sara scopre che Jake ha tradito la sua fiducia e si è unito al gruppo corrotto di poliziotti. Obbligato ad ammettere la verità riguardo al suo coinvolgimento con Dante, Jake rivela di essere un agente dell'FBI infiltrato e convince Sara che lui e l'FBI possano aiutarla a portare Dante ai suoi piedi. Nel frattempo, i Tori Bianchi acciuffano Gabriel Bowman quando la sua propria investigazione raggiunge anche vicino a casa, e Kenneth Irons subisce una trasformazione fisica sconvolgente (invecchia molto rapidamente) così ordina a Ian Nottingham di procurarsi il sangue della detentrice di Witchblade, Sara, uccidendola, in modo da poter ritornare giovane.

## Trascendenza
- Titolo originale: Transcendence
- Diretto da: David Jackson
- Scritto da: Ralph Hemecker

### Trama
Nottingham sacrifica la sua vita per salvare Sara da Dante e i Tori Bianchi, dopo averle confessato tutto il suo amore, ma grazie all'ingegnosità genetica di Irons, noi non abbiamo visto l'ultimo dei Dragoni Neri mortali. Sara e Jake si mettono a capo di una spedizione dell'FBI per raccogliere prove concrete contro Bruno Dante e i Tori Bianchi, ma quando Dante viene ucciso durante il combattimento, Sara scopre che Kenneth Irons potrebbe essere dietro la confusione dei Tori e l'omicidio. All'insaputa di Sara, affronta Irons che opera proprio nel disperato tentativo di usare il suo sangue fortificato da Witchblade per continuare a vivere e per rimanere sempre giovane. Nel frattempo, un nuovo e migliorato Nottingham, frutto della clonazione genetica—uno spietato assassino senza l'onore del modello precedente—sistematicamente sta sterminando tutti i congiunti di Sara. Nella sua ora più scura, Sara deve dominare i poteri di Witchblade e imporre la sua volontà all'Universo e letteralmente rimandare indietro il tempo.